# Cantó de Vitteaux
El cantó de Vitteaux és un cantó francès del departament de Costa d'Or, situat al districte de Montbard. Té 28 municipis i el cap és Vitteaux.

## Municipis
- Arnay-sous-Vitteaux
- Avosnes
- Beurizot
- Boussey
- Brain
- Champrenault
- Charny
- Chevannay
- Dampierre-en-Montagne
- Gissey-le-Vieil
- Marcellois
- Marcilly-et-Dracy
- Massingy-lès-Vitteaux
- Posanges
- Saffres
- Sainte-Colombe
- Saint-Hélier
- Saint-Mesmin
- Saint-Thibault
- Soussey-sur-Brionne
- Thorey-sous-Charny
- Uncey-le-Franc
- Velogny
- Vesvres
- Villeberny
- Villeferry
- Villy-en-Auxois
- Vitteaux

## Història
| Data d'elecció                           | Identitat         | Partit                       | Qualitat |
| ---------------------------------------- | ----------------- | ---------------------------- | -------- |
| 1945-1961                                | Robert Kuhn       | Radical                      |          |
| 1961-1998                                | Gilbert Mathieu   | RI, després UDF              |          |
| 1998-                                    | François Sauvadet | UDF, després NC, després FED |          |
| les dades anteriors no són pas conegudes |                   |                              |          |
|                                          |                   |                              |          |

## Demografia
| A partir de 1990: Població sense dobles comptes |